# Фудзіо Сота
Фудзіо Сота (яп. 藤尾 翔太, нар. 1 травня 2001, Сідзуока) — японський футболіст, нападник клубу «Матіда Зельвія».
Виступав за олімпійську збірну Японії.

## Клубна кар'єра
Народився 1 травня 2001 року в місті Сідзуока. Вихованець футбольної школи клубу «Касіва Рейсол».
У дорослому футболі дебютував 2020 року виступами за команду «Сересо Осака». 
Протягом 2022 року на правах оренди грав за «Міто Холліхок», а 2023 рік провів у виступах за «Токусіма Вортіс», також як орендований гравець.
2024 року перейшов до «Матіда Зельвія».

## Виступи за збірні
З 2021 року залучається до складу молодіжної збірної Японії. На молодіжному рівні зіграв у 27 офіційних матчах, забив 7 голів.
2024 року включений до лав олімпійської збірної Японії. У її складі — учасник футбольного турніру на Олімпійських іграх 2024 року в Парижі.